# شعار الجبل الأسود
أعتمد شعار جمهورية الجبل الأسود في 13 تموز - يوليو من سنة 2004 من قبل تمرير القانون في البرلمان المونتينيغري وهو الآن الشكل المركزي لعلم الجبل الأسود وكذلك شعار النبالة لجيش جمهورية الجبل الأسود كما أنه سجل دستورياً بحسب موجب الدستور المونتينيغري الذي أعلن في 2 تشرين الأول - أكتوبر من سنة 2007.

## التاريخ
يتمثل شعار الجبل الأسود من الصقر ذو الرأسين في حالة التحليق في الجو من بيت بتروفيتش نييغوش رمزاً أصلياً للإمبراطورية البيزنطية وفي نهاية المطاف الرومانية القديمة فإنها ترمز إلى وحدة الكنيسة والدولة وكانت تستخدم من قبل الحكام القروسطيين لإمارة زيتا فضلاً عن غيرها من السلالات والأسر الحاكمة في القارة الأوروبية فإن نظام التخطيط الحالي لشعار الجبل الأسود مأخوذ من شعار الإمبراطورية الروسية التي كانت مع الأسرة الحاكمة في الجبل الأسود والتي كانت تتمتع بعلاقات سياسية وكنسية وطيدة في القرن التاسع عشر الميلادي عندما اعتمد الشعار الجديد للجبل الأسود لأول مرة في شكله الحالي.
يوجد داخل الشعار أسد في الوسط وهو علامة على السلطة الأسقفية ويمثل موضوع الكتاب المقدس القيامة أو يسوع المسيح حاكم الكُلّ (أسد يهوذا).

## التطور التاريخي لشعار النبالة المونتينيغري

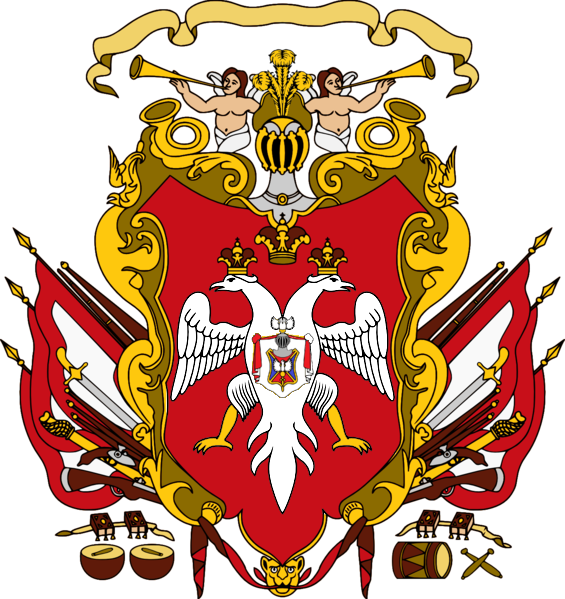
شعار أمير مطرانية الجبل الأسود تحت حكم دانيلو الأول 1696-1735.
شعار إمارة الجبل الأسود 1905-1910.
شعار مملكة الجبل الأسود 1910-1918.
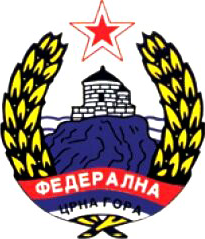
شعار دولة الجبل الأسود الفيدرالية 1944-1946.
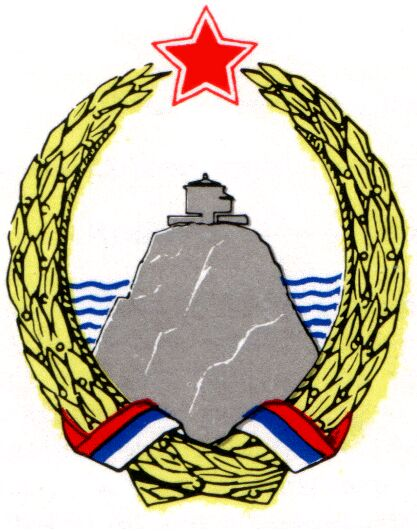
شعار جمهورية الجبل الأسود الشعبية 1946-1963.
شعار جمهورية الجبل الأسود الاشتراكية 1963-1993.
شعار جمهورية الجبل الأسود الفيدرالية 1993-2004.
الشعار الحالي للجبل الأسود.

## وصلات خارجية
- الرموز التاريخية للجبل الأسود
- القانون الذي يحدد الرموز الوطنية لجمهورية الجبل الأسود